# 20290 Шонрадж
20290 Шонрадж (20290 Seanraj) — астероїд головного поясу, відкритий 20 березня 1998 року.
Тіссеранів параметр щодо Юпітера — 3,610.